# Ant & Dec

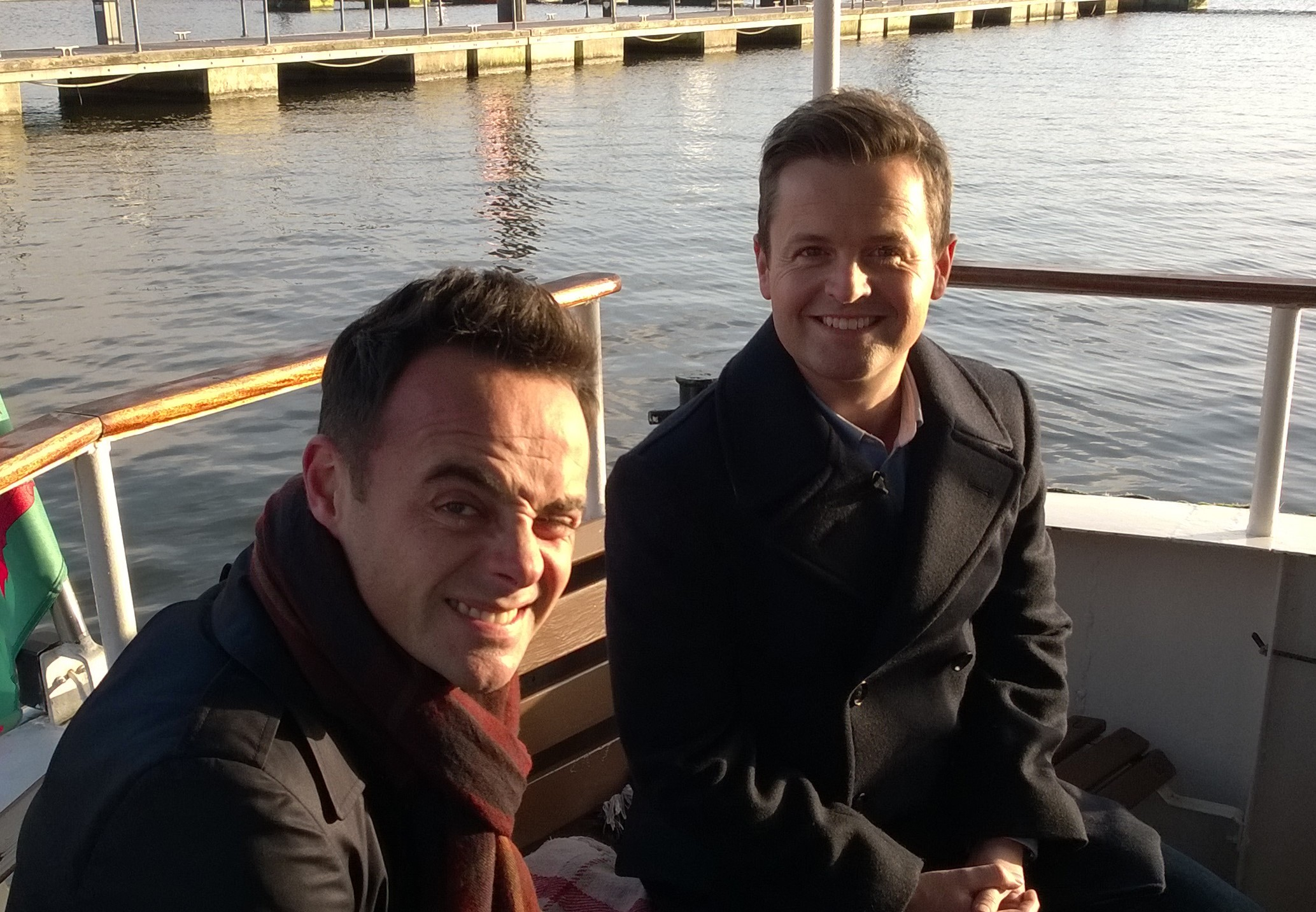
Anthony McPartlin und Declan Donnelly (2014)

Ant & Dec sind ein britisches Moderatorenduo, etwa in Deutschland zu vergleichen mit Joko und Klaas, bestehend aus Anthony McPartlin und Declan Donnelly aus Newcastle upon Tyne.

## Werdegang
McPartlin und Donnelly trafen sich das erste Mal am Set der Jugendserie Byker Grove. Darauffolgend waren sie zunächst unter den Namen ihrer Rollen in dieser Serie als Pop-Duo PJ & Duncan unterwegs. Sie landeten mit einigen ihrer Songs gute Platzierungen in den britischen Charts. Ihr erfolgreichster Song war Let’s Get Ready To Rhumble, der 1994 zunächst auf Platz 9 landete, nach einem Auftritt bei Ant & Dec’s Saturday Night Takeaway erreichte der Song 2013 Platz 1 der Charts. Den Erlös aus dem erneuten Charterfolg spendeten sie wohltätigen Zwecken.
Schon während ihrer Musikkarriere fingen sie an, einzelne Kindersendungen zu moderieren. Ihr endgültiger Durchbruch im Fernsehen gelang ihnen aber erst mit dem Wechsel zu ITV. Von 1998 an moderierten sie zusammen mit Cat Deeley die beiden Samstagmorgenshows SMTV Live und CD:UK. 2001 verließen sie SMTV Live, um die Castingshow Pop Idol zu moderieren. 2018 sollte es zum 20-jährigen Jubiläum von SMTV Live ein Special geben.
Von 2002 an hatten sie ihre eigene Samstagabendshow Ant & Dec’s Saturday Night Takeaway. Die Show beinhaltet unter anderem Segmente wie Undercover Pranks, Ant vs. Dec und Little Ant and Dec. Zwischen 2009 und 2013 pausierte die Sendung. Anfang 2017 wurde die 14. Staffel auf ITV ausgestrahlt.
Ebenfalls von 2002 an begannen sie I’m A Celebrity…Get Me Out Of Here! zu moderieren. Seit 2007 präsentieren sie außerdem Britain’s Got Talent.
Über die Jahre präsentierten Ant & Dec noch einige weitere Spielshows für ITV z. B. Ant & Dec’s Push A Button. 2016 präsentierten sie The Queen’s 90th Birthday Celebration und When Ant and Dec Met The Prince: 40 Years of The Prince’s Trust.
Im Januar 2017 wurden Ant and Dec von Prince Charles mit dem Order of the British Empire ausgezeichnet.

## Auszeichnungen
Ant & Dec haben eine Vielzahl von Auszeichnungen erhalten. Unter anderem haben sie 16 Jahre in Folge den National Television Award für Best Entertainment Presenter gewonnen. Außerdem haben sie weitere 16 NTAs, 13 BAFTA Television Awards, 23 TV Choice Awards, 8 RTS Awards und viele weitere kleine Awards erhalten.

## Filmografie (Auswahl)
- 1990: Byker Grove
- 1995: Top of the Pops
- 1995–1997 The Ant & Dec Show
- 1998: Ant & Dec Unzipped
- 1998–2001: SMTV Live und CD:UK
- 2001–2003: Pop Idol
- 2002–2009 und seit 2013: Ant & Dec’s Saturday Night Takeaway
- seit 2002: I’m a Celebrity…Get Me Out of Here!
- 2003: Tatsächlich… Liebe (Love Actually)
- 2005: Gameshow Marathon
- 2005: Comic Relief: Red Nose Night Live 05
- 2006: Alien Autopsy – Das All zu Gast bei Freunden
- seit 2007: Britain’s Got Talent
- 2007: Dancing on Ice
- 2008: Wanna bet?
- 2010–2011: Ant & Dec’s Push The Button
- 2016: When Ant and Dec Met The Prince: 40 Years of The Prince’s Trust
- 2016: The Queen’s 90th Birthday Celebration
- 2022: Limitless Win

## Diskografie

### Alben
| Jahr            | Titel                 | Höchstplatzierung, Gesamtwochen, AuszeichnungChartplatzierungen (Jahr, Titel, Platzierungen, Wochen, Auszeichnungen, Anmerkungen) | Höchstplatzierung, Gesamtwochen, AuszeichnungChartplatzierungen (Jahr, Titel, Platzierungen, Wochen, Auszeichnungen, Anmerkungen) | Anmerkungen                                            |
| Jahr            | Titel                 | DE | UK | Anmerkungen                                            |
| --------------- | --------------------- | --- | --- | ------------------------------------------------------ |
| als PJ & Duncan |                       | | |                                                        |
|                 |                       | | |                                                        |
| 1994            | Psyche                | DE90 (3 Wo.)DE | UK5 Platin · (23 Wo.)UK | Erstveröffentlichung: 4. November 1994 als PJ & Duncan |
| 1995            | Top Katz              | — | UK46 Gold · (9 Wo.)UK | Erstveröffentlichung: 3. November 1995 als PJ & Duncan |
| 1997            | The Cult of Ant & Dec | — | UK15 (3 Wo.)UK | Erstveröffentlichung: 12. Mai 1997                     |

### Kompilationen
- 1999: The Very Best of PJ & Duncan
- 1999: Ant & Dec – Greatest Hits
- 2000: Ant & Dec – The Hits
- 2002: The Best of Ant & Dec
- 2008: The Essential Collection
- 2014: PJ & Duncan vs. Ant & Dec – The Collection

### EPs
- 1994: Eternal Love E.P.
- 1995: Stuck On U E.P.
- 1995: Stepping Stone E.P.
- 1996: The Dance Singles Collection

### Singles
| Jahr            | Titel Album                                                     | Höchstplatzierung, Gesamtwochen, AuszeichnungChartplatzierungen (Jahr, Titel, Album, Platzierungen, Wochen, Auszeichnungen, Anmerkungen) | Höchstplatzierung, Gesamtwochen, AuszeichnungChartplatzierungen (Jahr, Titel, Album, Platzierungen, Wochen, Auszeichnungen, Anmerkungen) | Anmerkungen                                                              |
| Jahr            | Titel Album                                                     | DE | UK | Anmerkungen                                                              |
| --------------- | --------------------------------------------------------------- | --- | --- | ------------------------------------------------------------------------ |
| als PJ & Duncan |                                                                 | | |                                                                          |
|                 |                                                                 | | |                                                                          |
| 1993            | Tonight I’m Free Psyche                                         | — | UK62 (3 Wo.)UK | Erstveröffentlichung: 6. Dezember 1993                                   |
| 1994            | Why Me? Psyche                                                  | — | UK27 (4 Wo.)UK | Erstveröffentlichung: 11. April 1994                                     |
| 1994            | Let’s Get Ready to Rhumble Psyche                               | — | UK1 Gold · (15 Wo.)UK | Erstveröffentlichung: 11. Juli 1994 Höchstplatzierung erst 2013 erreicht |
| 1994            | If I Give You My Number Psyche                                  | — | UK15 (10 Wo.)UK | Erstveröffentlichung: 26. September 1994                                 |
| 1994            | Eternal Love Psyche                                             | DE37 (13 Wo.)DE | UK12 (9 Wo.)UK | Erstveröffentlichung: 21. November 1994                                  |
| 1995            | Our Radio Rocks Psyche                                          | — | UK15 (7 Wo.)UK | Erstveröffentlichung: 13. Februar 1995                                   |
| 1995            | Stuck On U Top Katz                                             | — | UK12 (5 Wo.)UK | Erstveröffentlichung: 17. Juli 1995                                      |
| 1995            | U Krazy Katz Top Katz                                           | — | UK15 (5 Wo.)UK | Erstveröffentlichung: 1. Oktober 1995                                    |
| 1995            | Perfect Top Katz                                                | — | UK16 (8 Wo.)UK | Erstveröffentlichung: 20. November 1995                                  |
| 1996            | Stepping Stone Top Katz                                         | — | UK11 (6 Wo.)UK | Erstveröffentlichung: 18. März 1996                                      |
| als Ant & Dec   |                                                                 | | |                                                                          |
|                 |                                                                 | | |                                                                          |
| 1996            | Better Watch Out The Cult of Ant & Dec                          | — | UK10 (10 Wo.)UK | Erstveröffentlichung: 12. August 1996                                    |
| 1996            | When I Fall in Love The Cult of Ant & Dec                       | — | UK12 (9 Wo.)UK | Erstveröffentlichung: 12. November 1996                                  |
| 1997            | Shout The Cult of Ant & Dec                                     | — | UK10 (9 Wo.)UK | Erstveröffentlichung: 3. März 1997                                       |
| 1997            | Falling The Cult of Ant & Dec                                   | — | UK14 (7 Wo.)UK | Erstveröffentlichung: 15. Mai 1997                                       |
| 2002            | We’re on the Ball The Official Album of the 2002 FIFA World Cup | — | UK3 Silber · (11 Wo.)UK | Erstveröffentlichung: 27. Mai 2002                                       |

### Videoalben
- 1994: Psyche – The Video (UK: Gold)
- 1995: Top Katz
- 1996: Out On the Tiles – Live
- 1997: The Cult of Ant & Dec